# Kurt Weiss (Maler)

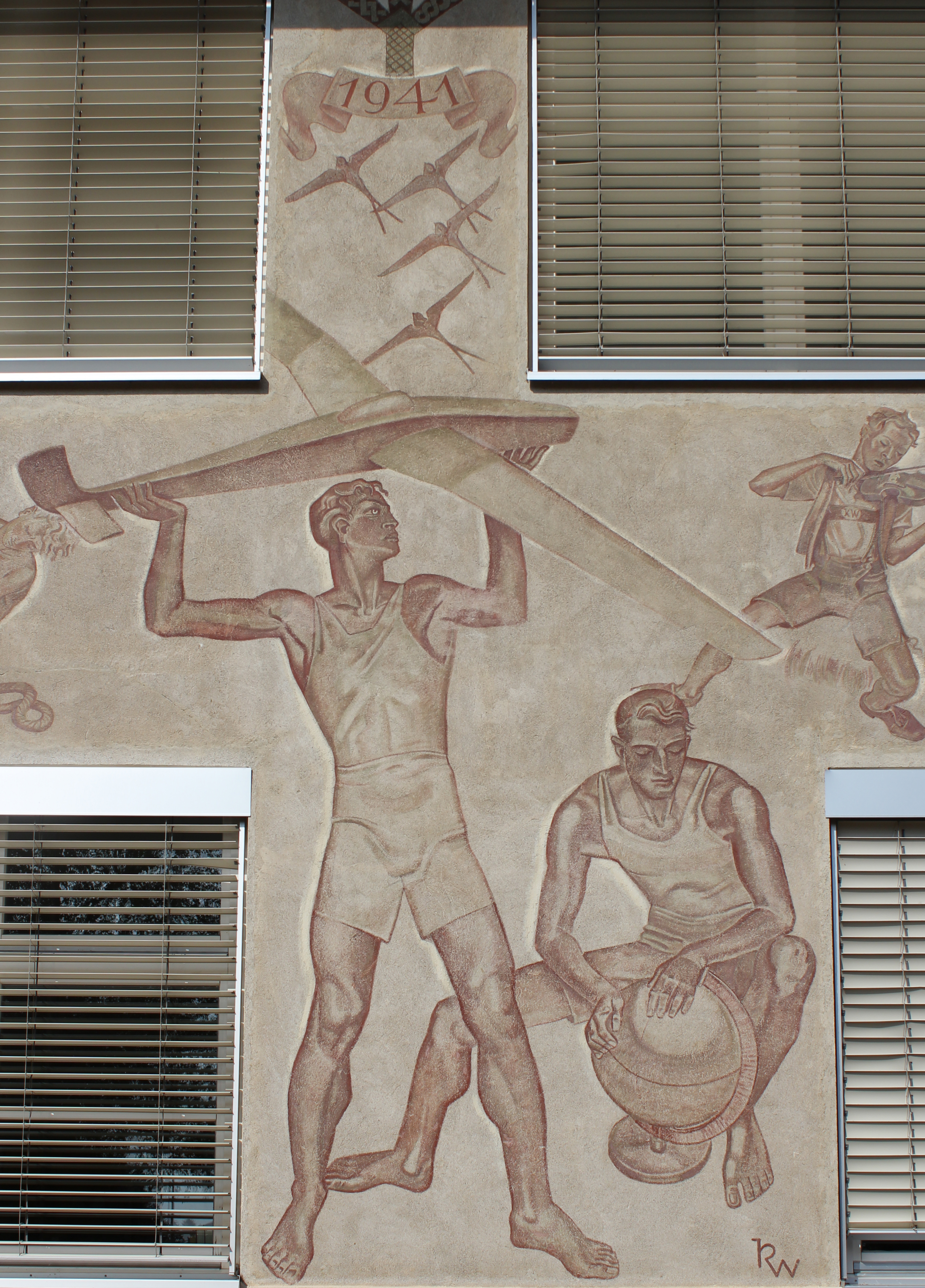
Volksschule Sankt Kanzian am Klopeiner See, (1941)

Kurt Weiss (* 23. Jänner 1895 in Laa an der Thaya; † 3. September 1966 in Wolfsberg) war ein österreichischer Maler.

## Leben
Kurt Weiss kam im Schloss Laa an der Thaya (Niederösterreich) als Lehrerssohn zur Welt. Er maturierte im Jahr 1914 am Realgymnasium in Klagenfurt. Als junger Mann diente er nach der Matura als Einjährig-Freiwilliger und später als Leutnant im Ersten Weltkrieg in Galizien. Seine ständigen Begleiter waren Skizzenblock und Gitarre.
Ab 1919 besuchte Weiss die Wiener Kunstakademie, wo er bei Professor Ferdinand Andri (1875–1956) vier Jahre allgemeine Kunsterziehung und nochmals vier Jahre Spezialausbildung absolvierte. Andri ermutigte die jungen Künstler zum kreativen Individualismus – so gestaltet sich die zweite Studienhälfte zu einem konstruktiven Dialog aus Lehrerfahrung und spontanen, neuen Ideen. Unter anderem erlernte er die Grundlagen der Wandmalerei-Techniken und der Glasmalerei. Er äußert sich später dazu: „Ich kam zu der Erkenntnis, dass eine scharfe Trennung zwischen Kunst und Handwerk nicht besteht, dass beide ineinander übergehen, die Grenzen also sehr verwischt sind.“ Er wurde später Mitbegründer der Wiener Werkstätte.
1925 heiratete der Maler Hilde Rueskefer. Sein handwerkliches Können brachte ihn 1928 als Lehrer an die Berufsschule in Wien, Abteilung Maler, wo er bis 1933 tätig war. In diesen Jahren erwarb seine Familie ein Grundstück am Klopeiner See, wo sein Vater ein kleines Haus errichtete. Kurt Weiss trat bereits zum 16. August 1932 der NSDAP bei (Mitgliedsnummer 1.213.025). 1935 wurde er Mitglied des Kärntner Kunstvereines. 1936 wurde ihm die seltene Silberne Staatsmedaille für bildende Kunst zuerkannt. 1937 kam er als Lehrer an die Meisterschule des österreichischen Malerhandwerkes, um sich der Ausbildung des Handwerker-Nachwuchses zu widmen und erhielt mit Wirkung vom 20. April 1942 das Dekret zum Studienrat. 1943 wurde er zum Militärdienst eingezogen. Die Ernennung zum Studienrat während des NS-Regimes zog nach Kriegsende ein Berufsverbot bis zur Entnazifizierung nach sich.
Ab 1944 führte Kurt Weiss eine Zeit lang nur Auftragsarbeiten durch und lebte unter bescheidensten Verhältnissen. Nachdem er rehabilitiert war, unterrichtete er an der Meisterschule für das Malerhandwerk in Baden bei Wien. Es entstanden zahlreiche Porträts bedeutender Persönlichkeiten, er erhielt zahlreiche private Aufträge prominenter Familien und Aufträge durch den Klerus. 1955 wird Kurt Weiss die Goldene Ehrennadel der Republik Österreich überreicht.
Während der ganzen Jahre verbrachte er, so oft er konnte, seine Zeit im Atelier am Klopeiner See. Zu seinen Bekannten und Freunden zählten die Südtiroler Luis Trenker und Fritz Weber, Architekt Franz Wallack, Architekt Othmar Egger, Architekt und Maler Clemens Holzmeister, der Grazer Filmemacher Hans Wagula, Herbert Boeckl, Switbert Lobisser, Otto Bestereimer, Hermann Poschinger, Bildhauer Hermann Musger, Josef Prokop, Arnold Clementschitsch, Hermann Bauch, Karl Bauer und Werner Berg. Auch den jungen Giselbert Hoke führt es im Sommer 1949 in das Malerhaus. Kurt Weiss erkannte das Talent des „jungen Wilden“ Hoke und riet ihm zum Besuch der Akademie. Hoke meinte später: „Den schönsten Sommer, den ich je erlebte, verbrachte ich neben Kurt Weiss in seinem Atelier am Klopeiner See“ (Zitat aus dem Katalog der Galerie Slama, 1968).
1959 verstarb seine erste Frau. 1960 zog sich Kurt Weiss für immer in sein Atelierhaus an den Klopeiner See zurück. 1961 heiratete er nochmals; Helene Strauch – Muse, Modell und Mutter seiner Söhne Oswin und Renker. Kurt Weiss starb am 3. September 1966 an den Folgen einer Magenblutung.

## Ausstellungen
- Kunstverein Kärnten, Künstlerhaus Klagenfurt, 1961.
- Galerie Slama, Gedächtnisausstellung, Klagenfurt, 1968.
- Galerie im Malerhaus, Seelach am Klopeiner See, ab 1982 während der Sommermonate
- Galerie am Lendhafen, Klagenfurt
- Neue Galerie, Graz
- Galerie an der Stadtmauer, Wolfsberg
- Schloss Wasserhofen, Kühnsdorf

## Werk
Das Werk von Weiss besteht aus zahlreichen Ölgemälden, Aquarellen, Zeichnungen und Skizzen. Sie führen den Betrachter von seiner Jugendzeit über Jugendstil, Art déco, Neue Sachlichkeit, expressionistischen Szenarien bis zu impressionistischen Naturlandschaften. Der Maler und Grafiker Weiss unterwarf sich keinen starren Dogmen.
Die Ölbilder von Kurt Weiss sind vital, seine Aquarelle zeigen einerseits weiche, zart nuancierte Farbtöne, andererseits kräftige, ausdrucksstarke Farben. Die Zeichnungen und Körperstudien des nackten Menschen zeigen eine Affinität zum Nötscher Kreis, vor allem zu Aktkompositionen Franz Wiegeles, aber auch zu Aktstudien des Anton Kolig. Die Konturen und Linien sind entschlossen, diszipliniert und sparsam gesetzt, Kurt Weiss bleibt stets diskreter Beobachter. Mit tiefgründigem Humor und präziser Beobachtungsgabe entstanden zum Teil überzeichnete, komische oder nur durch Farbe pointierte Studien und Anekdoten.
Kurt Weiss schuf auch großflächige Arbeiten wie Fresken, Sgraffiti, Glasfenster, Mosaiken und Denkmäler. Viele davon existieren heute nicht mehr.